# N121 (België)
De N121 is een gewestweg in de Belgische provincie Antwerpen. De weg verbindt Brasschaat met Schilde. De weg is ongeveer 9,5 kilometer lang.

## Traject
De N121 loopt vanaf de N1 Bredabaan in Brasschaat naar het oosten, om even verder in zuidoostelijke richting verder te lopen. De N121 kruist eerst de A1/E19 en vervolgens het Kanaal Dessel-Turnhout-Schoten. Voorbij de kruising met de N12 Turnhoutsebaan in Schilde, loopt de weg als gemeenteweg verder naar Oelegem en Zandhoven.

## Plaatsen langs de N121
- Brasschaat
- Schoten
- 's-Gravenwezel
- Schilde